# 杜遴奇
杜遴奇（？—？），號感嵩，四川叙州府富順縣民籍。

## 生平
萬曆三十一年（1603年）癸卯科舉人，四十四年（1616年）丙辰科進士，兵部觀政，初任大理寺左评事，四十六年升左寺正，天启元年（1621年）授福建漳州府知府，七年補寶慶府知府。

## 家族
曾祖杜明。祖父杜漸。父杜梁材，庠生。